# 京丹後市立久美浜病院
京丹後市立久美浜病院（きょうたんごしりつくみはまびょういん）は、京都府京丹後市にある医療機関である。京丹後市病院事業条例により設置された市立の病院である。

## 沿革
- 1981年（昭和56年）4月 - 国民健康保険久美浜病院が開院。
- 1994年（平成6年）3月 - 新館が完成。
- 2000年（平成12年）3月 - 療養型病床が完成。
- 2004年（平成16年）4月 - 市町村合併により、京丹後市立久美浜病院に改名。

## 診療科
- 内科
- 外科
- 整形外科
- 小児科
- 眼科
- 泌尿器科
- 皮膚科
- 耳鼻咽喉科
- 心療内科
- 精神科
- 歯科
- 歯科口腔外科
- リハビリテーション科
- 麻酔科
- 小児外科
- 小児歯科